# Georg Duffner

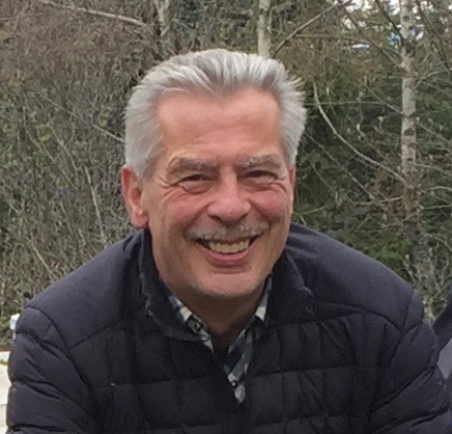
Georg Duffner (Foto 2019)

Georg Duffner (* 18. Mai 1954 in Freiburg im Breisgau) ist ein deutscher Unternehmer und Unternehmensberater. Er war Geschäftsführer der Witzenmann-Gruppe (1990–1994) und von Vinci Deutschland (1995–2001) sowie Vorstandsvorsitzender der Röchling Gruppe (2001–2016). Politisch aktiv war er in der 68er-Bewegung und ist seit 2011 Mitglied der Grünen.

## Ausbildung und Beruf
Duffner besuchte das humanistische Berthold-Gymnasium Freiburg. Danach studierte er von 1974 bis 1980 Betriebswirtschaftslehre und Volkswirtschaftslehre an der Universität Mannheim (als Stipendiat der Studienstiftung des deutschen Volkes) sowie von 1980 bis 1982 Informatik in  Karlsruhe. 
Nach dem Studium trat er in die Witzenmann-Gruppe in Pforzheim ein, wo er 1990 zum Geschäftsführer des Unternehmens aufstieg. 1995 wechselte er als Geschäftsführer zur Deutschland-Holding der Vinci-Gruppe, dem Weltmarktführer für Baudienstleistungen, 1997 übernahm er außerdem den Vorsitz der Geschäftsführung der Ludwigshafener G+H Gruppe. 2001 wechselte er als Vorstandsvorsitzender zur Mannheimer Röchling Gruppe, ab 2002 leitete er außerdem den dortigen Unternehmensbereich Automobil. 2016 entschied sich Duffner, seinen Vorstandsvertrag nicht zu verlängern, und wurde in den Beirat der Röchling Gruppe gewählt. Er ist  seitdem als Unternehmens- und Managementberater tätig und nimmt Mandate in verschiedenen Aufsichtsgremien wahr.

## Politisches Engagement
Duffner begann seine politischen Aktivitäten 1968 im Protest gegen die deutschen Notstandsgesetze, später gegen den Vietnamkrieg und den Militärputsch 1973 in Chile. Ab 1976 war er Mitglied im maoistischen Kommunistischen Bund Westdeutschland (KBW). Er kandidierte bei der Bundestagswahl 1976 im Wahlkreis Kaiserslautern und 1980 im Wahlkreis Karlsruhe-Stadt für den KBW. 1982 war Duffner Mitbegründer der grün-alternativen Karlsruher Stadtzeitung Gegendruck, an der er bis 1990 als Redakteur mitarbeitete. Seit 2011 ist er Mitglied bei Bündnis 90/Die Grünen, 2017 wurde er in den Ortsvorstand Karlsruhe-Durlach der Partei gewählt.

## Veröffentlichungen
- Georg Duffner: Natur und Ökonomie – Einige Überlegungen zu einer umweltbewussten Unternehmensführung.  In: Jolanda Rothfuß u. a. (Hrsg.): Konstanten für Wirtschaft und Gesellschaft, Konstanz, 1993, ISBN 978-3926937032.
- Georg Duffner: Mechanistisches oder evolutionäres Management – Die Selbstorganisation im Unternehmen. In: Werner G. Faix u. a. (Hrsg.): Innovation zwischen Ökonomie und Ökologie, Landsberg/Lech, 1995, ISBN 978-3478352802.